# Optofluidika
Az optofluidika olyan kutatási és technológiai terület, amely egyesíti a fluidika (különösen a mikrofluidika) és az optika előnyeit. A technológia alkalmazásai közé tartoznak a kijelzők, a bioérzékelők, a lab-on-chip eszközök, a lencsék, a molekuláris képalkotó eszközök és az energia.

## Történelem
A folyadékoptikai eszközök ötlete legalább a 18. századig visszavezethető, amikor a higanyból készült forgó tócsákat folyadéktükrös távcsövekként javasolták (és végül kifejlesztették). A 20. században olyan új technológiákat fejlesztettek ki, mint a festéklézerek és a folyadékmag hullámvezetők, amelyek kihasználták a folyadékok által biztosított hangolhatóságot és fizikai alkalmazkodóképességet ezekben az újonnan megjelenő fotonikai rendszerekben. Az optofluidika területe formálisan a 2000-es évek közepén kezdett kialakulni, amikor a mikrofluidika és a nanofotonika területe kiforrott, és a kutatók elkezdték keresni a szinergiákat e két terület között. A terület egyik elsődleges alkalmazási területe a Lab-on-a-chip és a biofotonikai termékek.

## Vállalatok és technológiaátadás
Az optofluidikai és a kapcsolódó kutatások számos új termék és induló vállalkozás létrejöttéhez vezettek. A Varioptic számos alkalmazásban alkalmazható, elektrovíz-alapú lencsék fejlesztésére specializálódott. Az Optofluidics, Inc. 2011-ben indult a Cornell Egyetemről azzal a céllal, hogy a molekuláris csapdázáshoz és a betegségdiagnosztikához fotonikus rezonátor-technológián alapuló eszközöket fejlesszen ki. A Liquilume a UC Santa Cruzból a nyílthullámvezetőkön alapuló molekuláris diagnosztikára specializálódott.
2012-ben az Európai Bizottság új COST-keretet (Európai Tudományos és Technológiai Együttműködés) indított, amely kizárólag az optofluidikai technológiával és azok alkalmazásával foglalkozik.